# Beroe (genere)
Il genere Beroe (in italiano "bèroe", femminile) è un genere di ctenofori privi di tentacoli della famiglia Beroidae.
Il genere fu descritto con questo nome da Browne nel 1756 e da Gronov nel 1760, ma queste attribuzioni non sono riconosciute ufficialmente perché pre-linneane; viene riconosciuta invece la descrizione data da Otto Friedrich Müller nel 1776. Linneo attribuì questi animali al genere Volvox (Volvox beroe, oggi Beroe beroe).

## Descrizione
La beroe è un animale dal corpo traslucido, gelatinoso, che può ricordare alla lontana le meduse (e con queste viene talvolta confuso). Il corpo assomiglia a un sacco, al cui interno è la cavità digestiva. Nella parte anteriore c'è la bocca, che può essere spalancata notevolmente o serrata quasi come una cerniera lampo. Nella parte posteriore c'è invece un organo di equilibrio, che aiuta l'animale a orientarsi.
Il movimento è garantito da otto serie di ciglia disposte a pettine. Tipicamente, la beroe nuota con la bocca in avanti, ma può anche nuotare all'indietro; quando sta ferma, si dispone solitamente in posizione verticale con la bocca in alto.
Gli esemplari di beroe sono generalmente lunghi fino a una decina di centimetri, ma in qualche specie possono raggiungere anche 20–30 cm.
La beroe è predatrice, e le sue prede sono prevalentemente altri ctenofori, persino di dimensioni maggiori. Caccia attivamente, inseguendo la preda che viene totalmente consumata dopo la cattura. Alcune specie usano i macrocigli disposti attorno alla bocca come fossero denti, rompendo la preda in pezzi più piccoli prima di inghiottirla.

## Specie
Secondo il World Register of Marine Species, appartengono a questo genere le seguenti specie:
- Beroe abyssicola Mortensen, 1927
- Beroe australis Agassiz & Mayer, 1899
- Beroe baffini Kramp, 1942
- Beroe basteri Lesson, 1830
- Beroe beroe (Linneo, 1758)
- Beroe campana Komai, 1918
- Beroe compacta Moser, 1909
- Beroe constricta Chamisso & Eysenhardt, 1821
- Beroe cucumis Fabricius, 1780
- Beroe culcullus Martens, 1829
- Beroe cyathina A. Agassiz, 1860
- Beroe flemingii (Eschscholtz, 1829)
- Beroe forskalii Milne Edwards, 1841
- Beroe gilva Eschscholtz, 1829
- Beroe gracilis Künne, 1939
- Beroe hyalina Moser, 1907
- Beroe macrostoma Péron & Lesueur, 1808
- Beroe mitraeformis Lesson, 1830
- Beroe mitrata (Moser, 1907)
- Beroe ovale Bosc, 1802
- Beroe ovata Bruguière, 1789
- Beroe pandorina (Moser, 1903)
- Beroe penicillata (Mertens, 1833)
- Beroe ramosa Komai, 1921
- Beroe roseus Quoy & Gaimard, 1824
- Beroe rufescens (Eschscholtz, 1829)

L'areale di molte specie è conosciuto in modo imperfetto. Nelle acque italiane sono indigene quanto meno B. cucumis e B. forskalii, mentre B. ovata, originaria dei Caraibi, è stata introdotta nel Mar Nero e da lì si è diffusa anche nel Mediterraneo, fino al Mar Ionio compreso.